# Tükör-forrási-barlang
A Tükör-forrási-barlang Magyarország fokozottan védett barlangjai közül az egyik. A Duna–Ipoly Nemzeti Parkban, a Tata-Tóvárosban elhelyezkedő Angolkertben lévő vízmű területén található.

## Leírás
Majdnem 30 méter mély, csaknem függőleges, változó szelvényű, kürtő jellegű barlang. A befoglaló kőzeteinek rendkívül változatos a rétegsora és a barlangban egy természetes, geológiai feltárás figyelhető meg. A feltörő víz a korróziós és az eróziós hatást a kőzetminőség függvényében tudta kifejteni. A járatszelvény néhány helyen szűkebb és néhány helyen tágabb emiatt. A barlang vázlatos rétegsora alulról felfelé: cementált kavics, sárga agyag, vékony barnakőszéntelep, szürke, márgás homok, agyagos homok, tarka agyag, cementált kavics, forrásmészkő, konglomerátum, majd egy körülbelül két méter vastag, édesvízi mészkőréteg.
A lazább rétegekben a forrás által, nagy energiával felhozott keményebb szemcsék eróziós úton három nagyobb termet hoztak létre. A kutatók találtak néhány visszaoldott cseppkőképződményt is, ami arra enged következtetni, hogy Tata térségében a karsztvíznívó bizonyos változásokat mutatott, de sajnos ennek időbeli viszonyait még nem ismerjük. A barlang egyik 1986-os bejárásakor a szennyezett vizű Cseke-tó közelségéből adódható, beszivárgási nyomokat észleltek, ami több más, már említett, intő jel mellett további figyelmeztetés arra vonatkozóan, hogy az immár inaktív, tatai, termális karsztrendszer-járatok nagyon komoly, potenciális szennyeződés-nyelők, és hosszú távon a mélykarszt antropogén elszennyeződését eredményezhetik. A Duna–Ipoly Nemzeti Park Igazgatóság engedélyével látogatható.
1981-ben volt először Tükör-forrási-barlangnak nevezve a barlang az irodalmában. Előfordul a barlang az irodalmában Pokol (Bertalan 1976), Tatai Kék-forrás forráskürtő-barlang, Tatatóvárosi üregek (Bertalan 1976), Tükör 1. sz. kút, Tükör-forrás Cave (Takácsné, Eszterhás, Juhász, Kraus 1989), Tükör-forrási barlang (Maróthy 1988) és Tükör forráskürtő neveken is.

## Kutatástörténet
A szabadtéri színpad alsó részéhez közel, 136 méter Adria feletti magasságban fakadt a forrás, amelynek vízhozama, bár két kutat is fúrtak közelében, 1975-re veszélybe került. Ekkor vetődött fel, hogy a már részben ismert forrásbarlangot a víztermelés szolgálatába lehetne állítani. A Komárom Megyei Vízművek felkérésére ezt a munkát a tatabányai szénbányák barlangkutató csoportjának a tagjai végezték, akiket Sashegyi László vezetett. 1975-ben még az alján, 24 méter mélységben szabad karsztvízszintet sikerült elérni, később a barlang már a talpszintig kiszáradt.
Az 1976-ban befejezett, Magyarország barlangleltára című kéziratban az olvasható, hogy a Gerecse hegységben, Tatán elhelyezkedő Tatatóvárosi üregek másik neve Pokol. A tatai Öreg-tó partján lévő üregek és hasadékok édesvízi mészkőben vannak. A kézirat üregekre vonatkozó része 2 irodalmi mű alapján lett írva. Az 1981. évi Karszt és Barlang 1–2. félévi számában nyilvánosságra lett hozva, hogy a Tükör-forrási-barlangnak 4630/40. a barlangkataszteri száma.

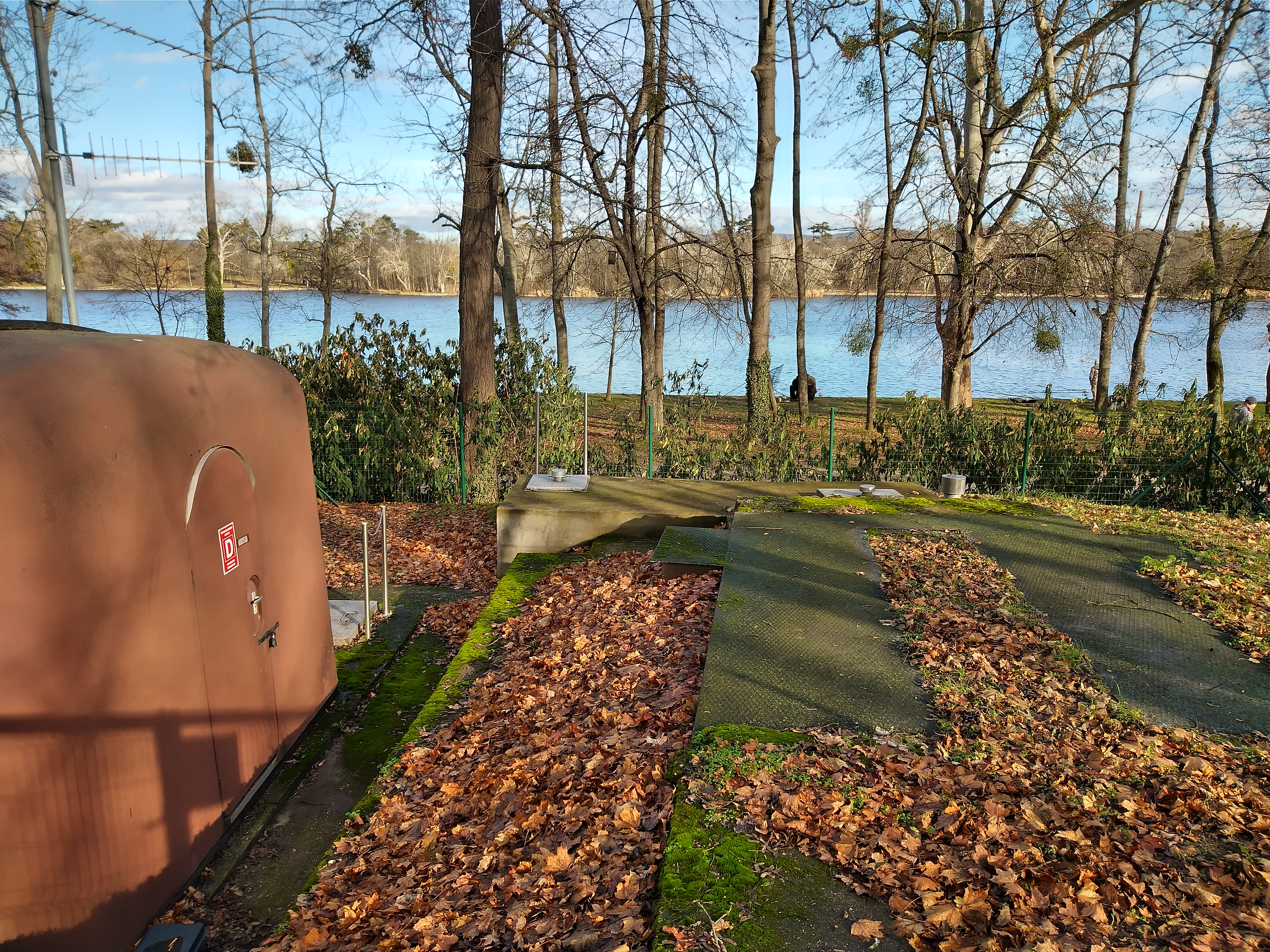
A Tükör-forrási-barlang környéke. A Pokol II. kút elkerített területe

Az 1984-ben megjelent, Magyarország barlangjai című könyv országos barlanglistájában szerepel a Gerecse hegység barlangjai között a 4630/40 barlangkataszteri számú barlang Tükör-forrási-barlang néven. A listához kapcsolódóan látható a Dunazug-hegység barlangjainak földrajzi elhelyezkedését bemutató 1:500 000-es méretarányú térképen a barlang földrajzi elhelyezkedése. 1988. október 1-től a környezetvédelmi és vízgazdálkodási miniszter 7/1988. (X. 1.) KVM rendeletének (6. §. 2. pont, illetve 5. sz. melléklet) értelmében a Gerecse hegységben lévő Tükör-forrási barlang fokozottan védett barlang. Az 1988. évi Karszt és Barlangban közölve lett, hogy a Gerecse hegységben elhelyezkedő Tükör-forrási-barlang bekerült Magyarország fokozottan védett barlangjai közé. Magyarországon a Tükör-forrási-barlanggal együtt 108 barlang van fokozottan védve.
Az 1989. évi Karszt és Barlangban lévő, Magyarország barlangjai című összeállításban szó van arról, hogy a tatabányai szénbányászat karsztvízcsökkentő hatása miatt az elmúlt évtizedekben szárazzá vált a Tatán fekvő Tükör-forrási-barlang. A kis forrásjárat érdekessége, hogy cementált oligocén kavicsban jött létre az üreg nagy része. A publikációban lévő 1. ábrán (Magyarország térkép) be van mutatva a barlang földrajzi elhelyezkedése. A folyóirat 1989. évi különszámában napvilágot látott ennek az utóbbi tanulmánynak az angol nyelvű változata (The caves of Hungary). Ebben a tanulmányban Tükör-forrás Cave a barlang neve.
1998. május 14-től a környezetvédelmi és területfejlesztési miniszter 13/1998. (V. 6.) KTM rendelete szerint a Duna–Ipoly Nemzeti Park Igazgatóság illetékességi területén, a Gerecse hegységben található Tükör-forrási-barlang az igazgatóság engedélyével látogatható. 2001. május 17-től a környezetvédelmi miniszter 13/2001. (V. 9.) KöM rendeletének értelmében a Gerecse hegység területén lévő Tükör-forrási-barlang fokozottan védett barlang. Egyidejűleg a fokozottan védett barlangok körének megállapításáról szóló 1/1982. (III. 15.) OKTH rendelkezés hatályát veszti.
A 2005-ben napvilágot látott, Magyar hegyisport és turista enciklopédia című kiadványban önálló szócikke van a barlangnak. A szócikk szerint a Tükör-forrási-barlang Tatán található és fokozottan védett természeti érték. A tóvárosi Népparkban, a vízmű területén, 128 m tengerszint feletti magasságban van a bejárata. A 24 m mély barlang változó szelvényű, függőleges járata változatos rétegsort tár fel a pleisztocén forrásmészkővel fedett, pannon kori vegyes kavicsanyagú konglomerátumban és homokkőben. 1975-ben még karsztvíz töltötte ki alját, majd száraz lett a vízszintsüllyesztés miatt. Jelenleg a víz szintje megint emelkedik. Engedéllyel látogatható.
2005. szeptember 1-től a környezetvédelmi és vízügyi miniszter 22/2005. (VIII. 31.) KvVM rendelete szerint a Duna–Ipoly Nemzeti Park Igazgatóság működési területén, a Gerecse hegységben található Tükör-forrási-barlang a felügyelőség engedélyével látogatható. 2005. szeptember 1-től a környezetvédelmi és vízügyi miniszter 23/2005. (VIII. 31.) KvVM rendelete szerint a Gerecse hegységben lévő Tükör-forrási-barlang fokozottan védett barlang. 2007. március 8-tól a környezetvédelmi és vízügyi miniszter 3/2007. (I. 22.) KvVM rendelete szerint a Duna–Ipoly Nemzeti Park Igazgatóság működési területén lévő Gerecse hegységben elhelyezkedő Tükör-forrási-barlang az igazgatóság engedélyével tekinthető meg.
2013. július 19-től a vidékfejlesztési miniszter 58/2013. (VII. 11.) VM rendelete szerint a Tükör-forrási-barlang (Gerecse hegység, Duna–Ipoly Nemzeti Park Igazgatóság működési területe) az igazgatóság hozzájárulásával látogatható. 2015. november 3-tól a földművelésügyi miniszter 66/2015. (X. 26.) FM rendelete szerint a Tükör-forrási-barlang (Gerecse hegység) fokozottan védett barlang. 2021. május 10-től az agrárminiszter 17/2021. (IV. 9.) AM rendelete szerint a Tükör-forrási-barlang (Gerecse hegység, Duna–Ipoly Nemzeti Park Igazgatóság működési területe) az igazgatóság engedélyével látogatható. A 13/1998. (V. 6.) KTM rendelet egyidejűleg hatályát veszti.